# 格林纳达—朝鲜关系
格林纳达—朝鲜关系（英語：Grenada–North Korea relations）是格林纳达与朝鲜民主主义人民共和国之间的双边关系。人民革命政府执政时期，格林纳达曾与朝鲜民主主义人民共和国建交，但随着人民革命政府的垮台，两国的外交关系自1985年起一度陷入中断。

## 历史
1979年3月13日，格林纳达的共产主义政党新宝石运动发动政变推翻时任总理埃里克·盖里，成立了亲社会主义阵营的人民革命政府。新政府甫一上台，便积极与共产主义集团各国发展外交关系。在这种背景下，格林纳达与朝鲜于1979年5月9日正式建立全面外交关系。:8
1983年4月，时任格林纳达总理的莫里斯·毕晓普出访平壤，进一步加深了两国之间的关系。当年4月14日，格林纳达人民革命政府与朝鲜民主主义人民共和国签署了一项协议，协议规定朝鲜需向格林纳达人民革命政府免费提供军事援助，援助内容包括价值1200万美元的武器和弹药等。
1983年10月，美国入侵格林纳达。在此期间，朝鲜向格林纳达派遣了24名士兵，协助人民革命政府抵抗美国和东加勒比国防军的士兵。然而，朝鲜的援助未能阻止人民革命政府的军事失败。人民革命政府垮台后，朝鲜大使随即遭驱逐出境，两国亦于1985年1月断交，但现时邦交已经恢复。